# Sadik Kaceli

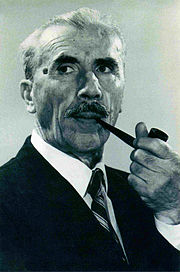
Sadik Kaceli, 1989

Sadik Kaceli (* 24. März 1914 in Tirana; † 2000 ebenda) war ein albanischer Maler. 

## Leben
Kaceli studierte an der Académie des Beaux-Arts in Paris. Er war ein Schüler von Henri Matisse. 
Kaceli entwarf die erste Serie des Albanischen Leks und das Wappen für die Sozialistische Volksrepublik Albanien.
Albanien ernannte ihn zum „Maler des Volkes“. Im Jahr 2000 wurde er Ehrenbürger von Tirana.